# Algoforma paralgoana
Algoforma paralgoana is een vlinder uit de familie bladrollers (Tortricidae). De wetenschappelijke naam is voor het eerst geldig gepubliceerd in 2005 door Razowski.
De soort komt voor in tropisch Afrika.